# Raricirrus maculatus
Raricirrus maculatus är en ringmaskart som beskrevs av Hartman 1961. Raricirrus maculatus ingår i släktet Raricirrus och familjen Ctenodrilidae. Inga underarter finns listade i Catalogue of Life.